# هارون هارت
هارون هارت هو شخصية أعمال كندي، ولد في 16 أغسطس 1724 في تروا ريفيير في كندا، وتوفي بنفس المكان في 28 ديسمبر 1800.